# Островные группы Филиппин

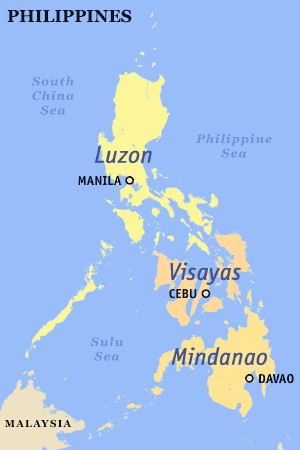
Филиппины делятся на три группы островов: остров Лусон, Висайские острова и Минданао.

Географически Филиппины делятся на три островные группы — Лусон, Висайи и Минданао. Лусон и Минданао являются двумя крупнейшими островами в своих группах, в то время как Висайи (также Висайские острова) — это название архипелага.

## Регионы
Острова сгруппированы в три архипелага по регионам: к Лусону относятся Регионы I — V, КАР и НСР, к Висайям относятся Регионы VI — VIII и Негрос, к Минданао — Регионы ІХ — ХІІІ и АРБММ. Если провинция переходит к другому региону, она может быть включена в иную островную группу, как в случае с провинцией Палаван, которая перешла в регион МИМАРОПА. Островные группы сами по себе не имеют своего правительства, но вместо этого делятся на провинции, города, муниципалитеты и районы, которые имеют собственные местные органы власти.
Хотя островные группы не имеют органов местного самоуправления и, следовательно, столиц, некоторые города стали политическими, экономическими и культурными центрами своих островов. Манила является национальной столицей и является де-факто столицей Лусона, хотя соседний Кесон-Сити, бывшая столица, крупнее и населённее Манилы. Себу, город в одноимённой провинции и на одноимённом острове, главный город Висайских островов. Главный город Минданао — Давао, на юго-востоке острова.
| Группа   | Крупнейший город | Население (2000) | Население (2007) | Площадь (км2) | Плотность населения (ч/км2) |
| -------- | ---------------- | ---------------- | ---------------- | ------------- | --------------------------- |
| Лусон    | Манила           | 42,822,878       | 48,520,774       | 125,863       | 390                         |
| Висайи   | Себу             | 15,528,346       | 18,003,940       | 71,503        | 250                         |
| Минданао | Давао            | 18,133,864       | 21,968,174       | 104,530       | 210                         |
| Всего    |                  | 76,485,088       | 88,492,888       | 301,896       | 290                         |

## Острова
- 1. Лусон
  2. Палаван
  3. Миндоро
  4. Масбате
  5. Катандуанес
  6. Мариндуке
  7. Ромблон
  8. Полильо
  9. Бурияс
  10. Тикао
  11. Таблас
  12. Сибуян
  13. Бусуанга
  14. Кульон
  15. Корон
  16. Балабак
  17. Бабуян
  18. Батанес
  19. Каламиан
  20. Куйо
  21. Лубанг
  22. Калаяан

- Висайи:
  1. Себу
  2. Панай
  3. Негрос
  4. Бохоль
  5. Самар
  6. Лейте
  7. Гимарас
  8. Сикихор
  9. Билиран
  10. Бантаян
  11. Камотес
  12. Боракай
  13. Семирара
  14. Ислас-де-Гигантес
  15. Панаон
  16. Лимасава

- Минданао:
  1. Минданао
  2. Камигин
  3. Динагат
  4. Букас-Гранде
  5. Самаль
  6. Сарангани
  7. Сиаргао
  8. Сулу (о-ва Басилан, Холо, Тави-Тави, Пата, Санга-Санга, Мапун и Тётл Айлендс)